# 기번스 대 옥덴 사건
기번스 대 옥덴 사건(Gibbons v. Ogden)은 통상조항관련 미국의 유명 대법원 판례이다. 뉴욕주는 주법에 의하여 리빙스턴과 풀턴에게 주내 모든 수로를 이용하고 항해할 수 있는 독점사업권을 부여하였다. 이들을 이 권리를 옥덴에게 다시 주었는데 한편 기번스는 뉴욕주와 뉴저지주 간의 여객운송업을 임의로 개시하였는바, 옥덴은 기번스를 자신의 독점사업권 침해로 제소하였다.

## 판시사항
기번스는 뉴욕주와 뉴저지주간 통행하는 증기선을 운영하고 있었다. 이와 관련 연방정부의 통상조항의 의미가 문제가 되었다. 연방대법원은 뉴욕주의 주법은 독점을 금지하고 있는 연방의 독점금지법에 명백히 위배되어 무효이며 증기선 운항이 뉴욕주를 출발하여 뉴저지 주를 항해하는 복수 주간의 상거래에 해당되므로 연방의회의 상거래규재권한의 적용대상이 된다.